# De la belle ouvrage
Pour plus de détails, voir Fiche technique et Distribution.

De la belle ouvrage est un téléfilm écrit et réalisé par Maurice Failevic, une sorte de chronique des temps modernes dont l'action se déroule à Paris et à Asnières, dans un milieu populaire.

## Synopsis
C'est le récit de la révolte d'un ouvrier qui, à la suite d'un changement technique dans son travail, voit sa vie bouleversée. Tout ce qui jusqu'ici justifiait ou donnait un sens à son existence : la conscience professionnelle, la nécessité d'un engagement syndical et politique, est remis en cause.

## Fiche technique
Source : IMDb, sauf mention contraire
- Réalisateur et scénariste : Maurice Failevic
- Société de production : ORTF
- Pays d'origine : France
- Genre : Film dramatique
- Durée : 1h20 (80 minutes)
- Date de diffusion : 13 octobre 1970 en France
- Éditeur DVD : INA[1]
- Sortie à la Vente en DVD le 05 octobre 2010[1]

## Distribution
- Jacques Serres : Pierre
- Nicole Vassel : Hélène
- Pierre Maguelon : Dédé
- Dominique Labourier : Catherine
- René Berthier : Le contremaître
- Guy Moigne : Le responsable à la direction
- François Bellanger : Le petit Marcel
- Béatrice Bruno : La petite fille invitée à l'anniversaire
- Jacques Giraud : Un camarade de travail de Pierre
- Marcel Nourkis : Un camarade de travail de Pierre
- Léo Peltier : Un camarade de travail de Pierre
- Jean Soustre : Un camarade de travail de Pierre
- François Germain : Un camarade de travail de Pierre
- Robert Darmel : Un syndicaliste
- Jean-François Maurel : Un syndicaliste
- Henri Delmas : Un syndicaliste
- Albert Robin : Un syndicaliste
- Yves Elliot : Un syndicaliste
- Jacques Chevalier : Un syndicaliste
- Jacques Deloir : Un syndicaliste
- Marc Fraiseau : Un syndicaliste
- Saïd Kareche : Un syndicaliste
- Michel Toty : Un étudiant
- Anne Derene : Un syndicaliste
- Jacques Emin : Un étudiant
- Dominique Michalak : Un étudiant
- Daniel Groisy : Un étudiant